# ディエゴ・オルティス
ディエゴ・オルティス（Diego Ortiz, 1510年頃 トレド - 1570年頃 ナポリ）は、スペイン・ルネサンス音楽の作曲家・音楽理論家。当時スペイン領だったイタリア南部で活躍した。
生涯についてはごくわずかな情報しか残されていない。1553年にはナポリ副王領に住み、その後1558年にアルバ公フェルナンド・アルバレス・デ・トレドによってナポリ宮廷の聖歌隊長に任命されている。

## 作品
『ヴィオラ・ダ・ガンバ演奏の装飾論ならびに変奏論 』 Tratado de glosas sobre cláusulas y otros généros de puntos en la música de violones nuevamente puestos en luz は、1553年にローマでイタリア語とスペイン語の両方で発表された。この著書は2部構成で、第1部ではヴィオラ・ダ・ガンバの即興的な装飾変奏の方法を具体的な譜例によって説明している。第2部ではヴィオラ・ダ・ガンバとチェンバロが合奏するための手法として、高度な即興を前提としたファンタジア、定旋律上の変奏、既存の多声楽曲に基づく変奏を挙げ、レセルカーダと題する作品によって実例を示している。
Musices liber primus hymnos, Magnificas, Salves, motecta, psalmos は、1565年にヴェネツィアで出版され、聖歌に基づいた69曲の4声から7声のポリフォニー典礼音楽を載せている。